# Gloeophyllum subferrugineum
Gloeophyllum subferrugineum är en svampart som först beskrevs av Miles Joseph Berkeley, och fick sitt nu gällande namn av Bondartsev & Singer 1941. Gloeophyllum subferrugineum ingår i släktet Gloeophyllum och familjen Gloeophyllaceae.   Inga underarter finns listade i Catalogue of Life.